# Lovre Čirjak
Lovre Čirjak (sinh ngày 2 tháng 11 năm 1991) là một cầu thủ bóng đá người Croatia. Anh thi đấu cho FC Olimpiyets Nizhny Novgorod.

## Sự nghiệp câu lạc bộ
Anh ra mắt tại Croatian First Football League ra mắt cho Zadar vào ngày 21 tháng 7 năm 2014 trong trận đấu với RNK Split.